# Tribalus gioiellae
Tribalus gioiellae är en skalbaggsart som beskrevs av Vienna 1993. Tribalus gioiellae ingår i släktet Tribalus och familjen stumpbaggar. Inga underarter finns listade i Catalogue of Life.